# Royal Mile
De Royal Mile is een aaneenschakeling van straten die gezamenlijk de hoofdstraat vormen van de Old Town van de Schotse hoofdstad Edinburgh.
De Royal Mile voert vanaf de hooggelegen Castle Rock, waarop Edinburgh Castle zich bevindt, bergafwaarts tot aan het koninklijk paleis  Holyrood Palace en de nieuwbouw van het Schotse parlement. De naam verwijst naar de afstand van de Schotse mijl en naar de beide (voormalige) koninklijke onderkomens aan beide uiteinden, waarvan Holyrood Palace  nog steeds een officieel werkpaleis is van de Britse monarch. 
De straten die gezamenlijk de Royal Mile vormen zijn, van west naar oost, Castlehill, Lawnmarket, High Street en Canongate. De straat is, naast Princes Street in de New Town, een van de populairste toeristische attracties, zeker tijdens het Edinburgh Festival in de maand augustus, als hier, evenals op vele andere plaatsen in de stad, optredens plaatsvinden in het kader van het Fringe Festival, onder andere in de vorm van straattheater.
De straat kent als zijstraten een groot aantal zogeheten 'closes', vaak smalle stegen, aangelegd in een visgraatpatroon, die hier en daar leiden naar een hofjesachtige omgeving. De mysterieuze Mary King's Close is hiervan wellicht de bekendste. De Royal Mile kent een groot aantal cafés, restaurants en op toeristen gerichte winkeltjes, met veel aandacht voor de traditionele Schotse kilts en tartans.
Het Heart of Midlothian is een hartvormig mozaïek in het plaveisel rond de Sint Giles kathedraal aan de Royal Mile. Samen met herkenningspunten van messing, markeert het de positie van de 15e-eeuwse tolpoort van de stad (gesloopt in 1817). Deze poort was het administratieve centrum van Edinburgh. Het embleem van de Schotse voetbalclub Heart of Midlothian FC is gebaseerd op het mozaïek.

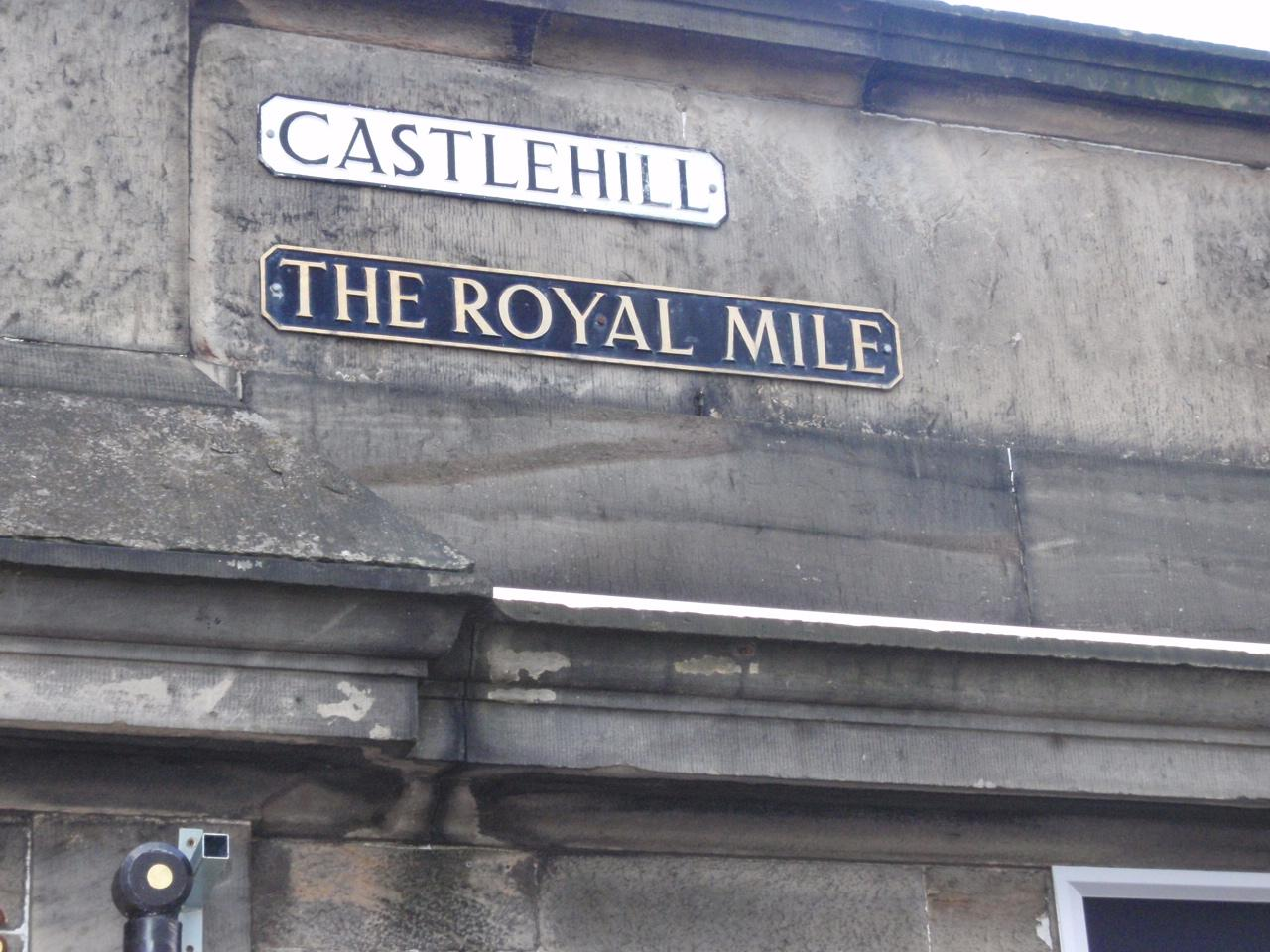
Straatnaambord van de Castlehill-sectie van de Royal Mile
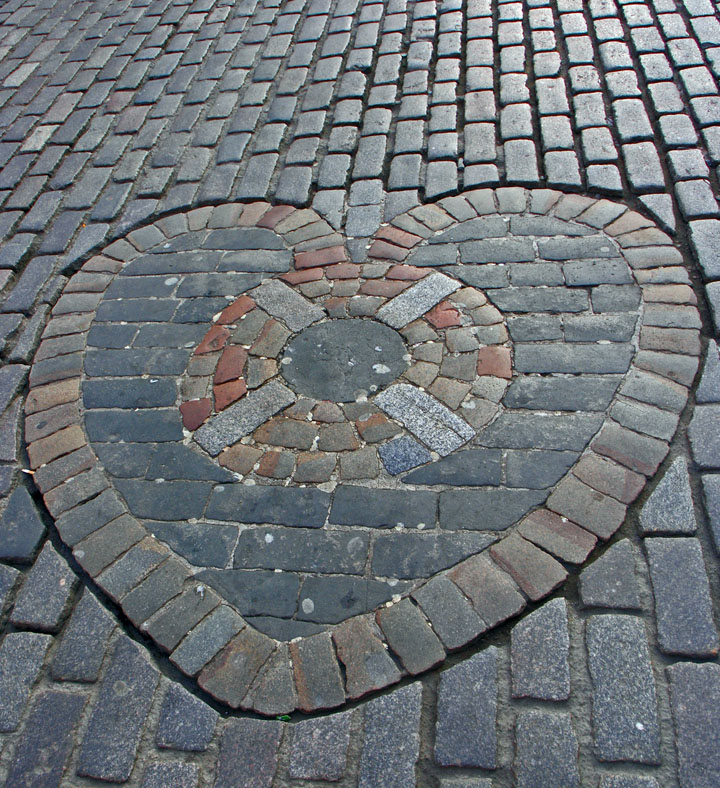
het Hart van Midlothian
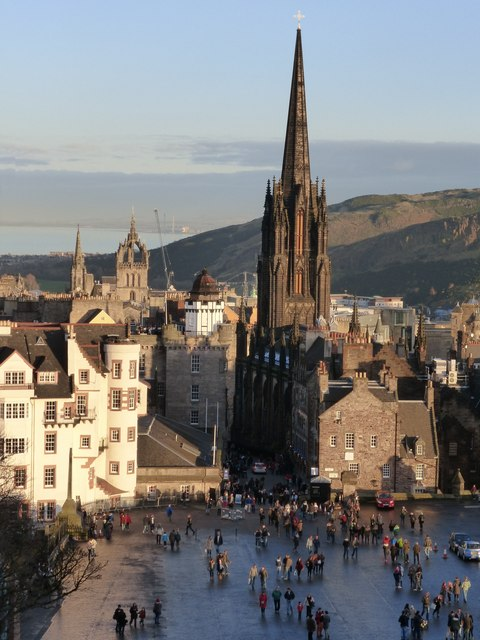
Castle Hill vanaf het kasteel gezien